# Витлих
Витлих (њем. Wittlich) град је у њемачкој савезној држави Рајна-Палатинат. Једно је од 107 општинских средишта округа Бернкастел-Витлих. Према процјени из 2010. у граду је живјело 17.763 становника. Посједује регионалну шифру (AGS) 7231134.

## Географски и демографски подаци
Витлих се налази у савезној држави Рајна-Палатинат у округу Бернкастел-Витлих. Град се налази на надморској висини од 160 метара. Површина општине износи 49,6 km². У самом граду је, према процјени из 2010. године, живјело 17.763 становника. Просјечна густина становништва износи 358 становника/km².

## Међународна сарадња
| Мјесто     | Држава               | Врста сарадње | Од    |
| ---------- | -------------------- | ------------- | ----- |
| Бокстел    | Холандија            | партнерство   | 1959. |
| Велингборо | Уједињено Краљевство | партнерство   | 1993. |
| Бриноа     | Француска            | партнерство   | 1980. |
|            | Руанда               | пријатељство  | 1984. |
| Извор      |                      |               |       |